# Citizenship in a Republic
Citizenship in a Republic ist der Titel einer Rede des früheren US-Präsidenten Theodore Roosevelt an der Sorbonne in Paris  am 23. April 1910.
Eine bekannte Passage nach etwa einem Viertel der Rede lautet:

“It is not the critic who counts; not the man who points out how the strong man stumbles, or where the doer of deeds could have done them better. The credit belongs to the man who is actually in the arena, whose face is marred by dust and sweat and blood; who strives valiantly; who errs, who comes short again and again, because there is no effort without error and shortcoming; but who does actually strive to do the deeds; who knows great enthusiasms, the great devotions; who spends himself in a worthy cause; who at the best knows in the end the triumph of high achievement, and who at the worst, if he fails, at least fails while daring greatly, so that his place shall never be with those cold and timid souls who neither know victory nor defeat.”

„Nicht der Kritiker zählt; nicht derjenige, der darauf aufmerksam macht, wie der Starke fällt oder wo der, der anpackt, es besser hätte machen können. Die Anerkennung gebührt dem, der tatsächlich in der Arena steht, dessen Gesicht staubig und verschwitzt und voller Blut ist; der sich wacker bemüht; der sich irrt, der wieder und wieder scheitert, weil es kein Bemühen ohne Fehler und Schwächen gibt; aber der sich tatsächlich bemüht, Taten zu vollbringen; der großartige Begeisterung, großartige Hingabe kennt; der seine Kraft auf eine ehrenwerte Sache verwendet; der im besten Falle am Ende den Triumph einer großen Leistung kennt und der, im schlimmsten Falle, sollte er scheitern, zumindest bei einem kühnen Versuch scheitert, so dass sein Platz nie bei den kalten und furchtsamen Seelen ist, die weder Sieg noch Niederlage kennen.“

## Verwendung
US-Präsident Richard Nixon spielte in seiner Ansprache nach seinem Sieg bei der Präsidentschaftswahl 1968 auf diese Passage an und zitierte sie in seiner Rücktrittsrede:

“Sometimes I have succeeded and sometimes I have failed, but always I have taken heart from what Theodore Roosevelt once said about the man in the arena, 'whose face is marred by dust and sweat and blood; who strives valiantly; (…) who at the worst, if he fails, at least fails while daring greatly.'”

„Mal war ich erfolgreich, mal bin ich gescheitert, aber ich habe immer Mut geschöpft aus dem, was Theodore Roosevelt einst über den Mann in der Arena sagte, 'dessen Gesicht staubig und verschwitzt und voller Blut ist; der sich wacker bemüht; (…) der, im schlimmsten Falle, sollte er scheitern, zumindest bei einem kühnen Versuch scheitert.'“

Nelson Mandela gab Roosevelts Rede Francois Pienaar, dem damaligen Kapitän der südafrikanischen Rugby-Nationalmannschaft, vor der Rugby-Weltmeisterschaft 1995. Südafrika besiegte die favorisierte Mannschaft Neuseelands. Im Film Invictus, der auf diesen Ereignissen basiert, gibt ihm Mandela allerdings eine Ausgabe des Gedichts Invictus von William Ernest Henley.
Mark DeRosa, ein US-amerikanischer Baseball-Profi, benutzte diese Passage von Roosevelts Rede immer vor wichtigen Spielen.
Als der Formel-1-Fahrer Jean Alesi 1995 beim Großen Preis von Kanada in seine letzte Runde einbog und zu seinem einzigen Grand-Prix-Sieg fuhr, verwendete der damalige ESPN-Kommentator Bob Varsha Teile der Rede und meinte, Alesi sehe aus wie der Mann in der Arena, von dem Roosevelt gesprochen hatte.